# Hochstift Merseburg
Das Hochstift Merseburg war der weltliche Herrschaftsbereich der Bischöfe von Merseburg und des Domkapitels. 
Es entstand aus den Gütern und Herrschaften, die die Kaiser und die Markgrafen von Meißen diesen Institutionen übertrugen. Es war nicht deckungsgleich mit der Diözese, dem Bistum Merseburg und erstreckte sich nach Norden in die Diözesen Halberstadt und Magdeburg hinein. Seit 1521 besaß das Hochstift die Reichsstandschaft. 1561 wurde mit Alexander von Sachsen ein Sohn des Kurfürsten August von Sachsen zum Administrator gewählt und die Reformation eingeführt, wodurch die Diözese unterging, das Hochstift (nun ebenfalls als Bistum bezeichnet), bestand weiter. Nach Alexanders Tod fiel das Amt des Administrators an den Kurfürsten und wurde an seine Nachkommen vererbt. Zwischen 1656/57 und 1738 war das Hochstift Hauptbestandteil Sachsen-Merseburgs, danach wurde es wieder vom Kurfürsten regiert und faktisch Teil des Kurfürstentums Sachsen. 1815 wurde es von Preußen annektiert und endgültig säkularisiert. Das Gebiet wurde im Landkreis Merseburg zusammengefasst, die Besitzungen des Kapitels bestanden als Domstift Merseburg bis 1935.
Es bestand aus folgenden Ämtern:

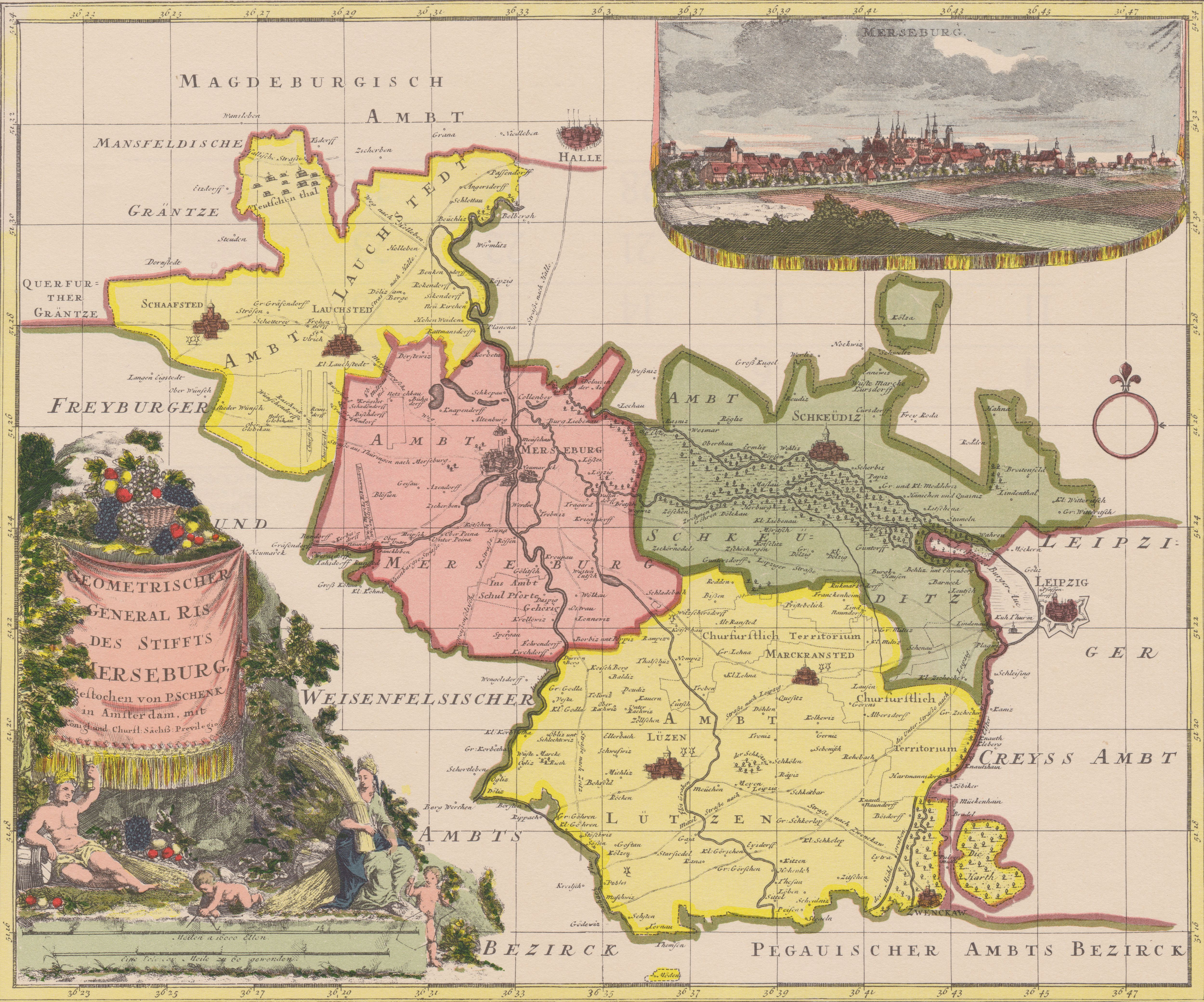
Die Ämter des Hochstifts Merseburg um 1740

- Amt Merseburg, auch Küchenamt Merseburg
- Amt Lauchstädt
- Amt Lützen
  - Amt Zwenkau (1655 eingegliedert)
- Amt Schkeuditz